# Vancouver Blazers
I Vancouver Blazers sono stati una squadra di hockey su ghiaccio della World Hockey Association con sede nella città di Vancouver, nella provincia della Columbia Britannica. Nacquero nel 1973 e si sciolsero nel 1975. Disputarono i loro incontri casalinghi presso il Pacific Coliseum.

## Storia
Dopo il progetto fallito dei Miami Screaming Eagles la franchigia dei Philadelphia Blazers disputò la stagione inauguale della WHA. Al termine dell'anno i proprietari della franchigia trovarono un accordo con Jim Pattison, il quale decise di spostare la squadra in Canada a Vancouver, creando così i Vancouver Blazers.
Pattison tentò di competere con i Vancouver Canucks della National Hockey League, la squadra con cui condividevano l'uso del Pacific Coliseum, e per questo motivo cercò di ingaggiare un altro giocatore di richiamo come André Lacroix, il quale aveva lasciato Philadelphia per andare ai New York Golden Blades.  Pattison offrì un contatto alla stella dei Boston Bruins Phil Esposito valido per cinque anni e dal valore di 2,5 milioni di dollari, tuttavia egli decise di rimanere a Boston nonostante un ingaggio inferiore.
La squadra esordì nella stagione 1973-74 con un record negativo, seguito l'anno successivo da un altro campionato concluso fuori dalla zona playoff. La mancanza di risultati positivi non riuscì ad attrarre abbastanza spettatori e nel 1975 la squadra fu costretta nuovamente a trasferirsi per andare a Calgary, dove cambiarono identità diventando i Calgary Cowboys.

## Record stagione per stagione
| Vancouver Blazers |          |    |    |    |   |    |     |     |    |  |
| 1973-74           | Western  | 78 | 27 | 50 | 1 | 55 | 278 | 345 | 5° |  |
| 1974-75           | Canadian | 78 | 37 | 39 | 2 | 76 | 256 | 270 | 4° |  |

## Record della franchigia

### Carriera
Gol: 50  Danny Lawson (1973-74)
Assist: 62  Bryan Campbell (1973-74)
Punti: 89  Bryan Campbell (1973-74)
Minuti di penalità: 191  Colin Campbell (1973-74)
Vittorie: 32  Don McLeod (1974-75)
Shutout: 3  Pete Donnelly (1973-74)
Gol: 83  Danny Lawson
Assist: 96  Bryan Campbell
Punti: 164  Danny Lawson
Minuti di penalità: 191  Colin Campbell
Vittorie: 32  Don McLeod
Shutout: 3  Pete Donnelly
Partite giocate: 156  Danny Lawson